# Antilocução
Antilocução é um termo definido pelo psicólogo Gordon Allport  em seu livro Natureza do Preconceito, 1954.  Antilocução define observações contra uma pessoa, grupo ou comunidade, que não são expressas diretamente ou explicitamente.  Geralmente designada como "falar mal pelas costas", ou representada por frases ou comparações "humorísticas" de gosto duvidoso, o impacto dessa conduta é geralmente pouco considerado.  Entretanto, pelo fato da antilocução criar um ambiente onde a discriminação é aceitável, frequentemente há um progresso para outras formas de comportamento preconceituoso mais nocivas. Atualmente o termo incitação ao ódio é mais utilizado, tendo praticamente o mesmo significado.